# GL Events
GL Events è una società di intrattenimento francese di medie dimensioni fondata nel 1978, con il nome di Polygones Services, da Olivier Ginon e tre suoi amici, Olivier Roux, Gilles Gouédard-Comte e Jacques Danger. Dal 1998 è quotata alla Borsa di Parigi.

## Attività
- Ingegneria e logistica degli eventi.
- Gestione degli spazi per gli eventi.
- Organizzazione di fiere, congressi ed eventi.

GL events è il principale azionista del Lyon Olympique.